# Смилиски
Смилиски (лат. Smilisca) — род бесхвостых земноводных из семейства квакш.

## Классификация
На январь 2023 года в род включают 9 видов:
- Smilisca baudinii (Duméril & Bibron, 1841) — Мексиканская смилиска
- Smilisca cyanosticta (Smith, 1953) — Синепятнистая смилиска
- Smilisca dentata (Smith, 1957) — Лопатоногая квакша
- Smilisca fodiens (Boulenger, 1882) — Роющая квакша
- Smilisca manisorum (Taylor, 1954)
- Smilisca phaeota (Cope, 1862) — Центральноамериканская смилиска, или гребнеголовая квакша
- Smilisca puma (Cope, 1885) — Золотистая смилиска
- Smilisca sila Duellman & Trueb, 1966 — Курносая смилиска
- Smilisca sordida (Peters, 1863) — Каменистая смилиска